# Vincent Collet
Vincent Collet (* 6. Juni 1963 in Sainte-Adresse, Frankreich) ist ein ehemaliger französischer Basketballspieler. Im Anschluss an seine Spielerkarriere wurde Collet Trainer. Von 2009 bis 2024 war er Trainer der französischen Nationalmannschaft.

## Karriere

### Spieler
Collet spielte im Laufe seiner Karriere für verschiedene französische Vereine auf der Position des Point Guard. Zwischen 1981 und 1994 spielte er in der ersten französischen Liga LNB Pro A. Seine Karriere als Spieler beendete er 1998 bei STB Le Havre in der LNB Pro B.
Mit SCM Le Mans wurde Collet 1982 französischer Meister.

### Trainer
Verein
Ab Mai 2011 war Collet Trainer des französischen Erstligisten Strasbourg IG. 2013, 2014, 2015, 2016 und 2017 konnte die Mannschaft das Meisterschaftsfinale erreichen, wo man jedoch jeweils unterlag. 2015 und 2018 gewann er mit der Mannschaft den französischen Pokalwettbewerb. 2016 stand Collet mit Straßburg im Endspiel des Eurocups, verlor aber gegen Galatasaray Istanbul. Nach dem Ende des Spieljahres 2015/16 wurde Collets Vertrag in Straßburg nicht verlängert, sein Nachfolger Henrik Dettmann wurde aber im Oktober 2016 entlassen, Collet übernahm den Posten wieder. Aufgrund der schlechten sportlichen Lage kam es Ende Januar 2020 zwischen Collet und Straßburg zur Trennung, in der französischen Liga stand die Mannschaft zu diesem Zeitpunkt auf dem zwölften Rang.
Im Sommer 2021 trat er das Cheftraineramt bei Metropolitans 92 an. Auch um mit Collet zusammenarbeiten zu können, entschloss sich im Sommer 2022 Ausnahmetalent Victor Wembanyama für einen Wechsel zu dem Verein. Collet führte die Mannschaft, die neben Wembanyama mit Bilal Coulibaly einen weiteren aufstrebenden französischen Nachwuchsspieler enthielt, in der Saison 2022/23 in die Endspiele um die französische Meisterschaft, in denen man sich aber AS Monaco geschlagen geben musste. Anschließend verließ Collet den Verein.
Nationalmannschaft
Ab dem 4. Mai 2009 war Collet Trainer der französischen Nationalmannschaft. Er erhielt zunächst einen Vierjahresvertrag. In den folgenden Jahren war die Nationalmannschaft sehr erfolgreich. Erreichte man bei der Europameisterschaft 2009 bereits den fünften Platz, konnte man sich bei den folgenden drei Europameisterschaften jeweils eine Medaille sichern. Höhepunkt war der Gewinn der Europameisterschaft 2013 in Serbien. Außerdem führte er Frankreich bei den Weltmeisterschaften 2014 und 2019 zur Bronzemedaille. Bei den 2021 ausgetragenen Olympischen Sommerspielen 2020 erreichte er mit der Mannschaft das Endspiel, das gegen die Vereinigten Staaten verloren wurde. Anschließend wurde sein Vertrag bis 2024 verlängert.
Bei der Europameisterschaft 2022 führte er die französische Nationalmannschaft wieder ins Endspiel, dieses verlor man gegen Spanien. Zum Abschluss seiner Amtszeit als Nationaltrainer stand Collet mit Frankreich im August 2024 im Endspiel der Olympischen Sommerspiele von Paris, das gegen die Vereinigten Staaten verloren wurde.
Im September 2024 wurde er vom französischen Basketballverband zum Sonderberater des nationalen Technikrates ernannt. Des Weiteren wurde Collet Berater der NBA-Mannschaft Cleveland Cavaliers, bei denen er wieder auf Kenny Atkinson traf, der zuvor zeitweise Collets Assistent bei der französischen Nationalmannschaft gewesen war.

## Erfolge und Auszeichnungen

### Spieler
- Französischer Meister: 1982

### Trainer
Verein
- Französischer Pokalsieger: 2004, 2015
- Französischer Meister: 2006, 2009
- Sieger der Semaine des As: 2006, 2010

Nationalmannschaft
- . Platz bei der Basketball-Europameisterschaft 2011 in Litauen
- . Platz bei der Basketball-Europameisterschaft 2013 in Serbien
- . Platz bei der Basketball-Weltmeisterschaft 2014 in Spanien
- . Platz bei der Basketball-Europameisterschaft 2015
- . Platz bei der Basketball-Weltmeisterschaft 2019 in China
- . Platz bei den Olympischen Sommerspielen 2020 in Tokio
- . Platz bei der Basketball-Europameisterschaft 2022
- . Platz bei den Olympischen Sommerspielen 2024 in Paris